# Oh, So Sick!
Oh, So Sick! è un cortometraggio muto del 1910. Il nome del regista non viene riportato nei credit.

## Produzione
Il film fu prodotto dalla Essanay Film Manufacturing Company.

## Distribuzione
Distribuito dalla Essanay Film Manufacturing Company, il film - un cortometraggio di 146 metri - uscì nelle sale cinematografiche USA il 23 febbraio 1910. Nelle proiezioni, veniva programmato con il sistema dello split reel, accorpato in un'unica bobina con un altro cortometraggio prodotto dall'Essanay, la commedia The Winning of Father.